# وزارة رشيد عالي الكيلاني الرابعة
وزارة رشيد عالي الكيلاني الرابعة أو الوزارة الكيلانية الرابعة هي الحكومة العراقية التاسعة والعشرون.
خلفت هذه الوزارة حكومة الدفاع الوطني التي خلفت وزارة طه الهاشمي، واستمرت هذه الوزارة للفترة من 12 نيسان 1941 إلى 29 أيار 1941 تشكلت بعدها وزارة جميل المدفعي الخامسة.
أبرز ما واجه العراق خلال هذه الفترة ثورة رشيد عالي الكيلاني ضد الوجود البريطاني في العراق ومساندته لألمانيا في الحرب العالمية الثانية.

## التشكيلة الوزارية
تكونت الوزارة من الوزراء أدناه:
- رئيس مجلس الوزراء: رشيد عالي الكيلاني، وكذلك وزير الداخلية
- وزير الدفاع: ناجي شوكت
- وزير العدلية: علي محمود الشيخ
- وزير الخارجية: موسى الشابندر
- وزير المالية: ناجي السويدي
- وزير المعارف: الدكتور محمد حسن سلمان
- وزير الاقتصاد: يونس السبعاوي
- وزير الشؤون الاجتماعية: رؤوف البحراني
- وزير الأشغال والنقل: محمد علي محمود